# 卡伯里 (伊利諾伊州)
卡伯里（英語：Cabery）是位於美國伊利諾伊州福特縣和坎卡基縣的一個村落。

## 地理
卡伯里的座標為40°59′41″N 88°12′18″W / 40.99472°N 88.20500°W，而該地最高點為海拔高度212米（即696英尺）。

## 人口
根據2010年美國人口普查的數據，卡伯里的面積為0.89平方千米，當中陸地面積為0.89平方千米，而水域面積為0.00平方千米。當地共有人口266人，而人口密度為每平方千米298人。